# 奈良電気鉄道
奈良電気鉄道（ならでんきてつどう）は、現在の近畿日本鉄道（近鉄）京都線に当たる鉄道路線を建設した鉄道会社である。通称は「奈良電」、「奈良電鉄」。沿線で路線バス事業も行っていた。
本社所在地は現在の京都市伏見区、桃山御陵前駅前に位置していた。
京阪電気鉄道と大阪電気軌道（通称：大軌、近鉄の前身）両社及び関係者により大部分の株を引き受け、設立。戦後には京阪・近鉄いずれの路線とも直通運転を行っていたことがあった。
その後、京都・奈良の観光開発を積極的に推し進めていた近鉄が、1963年（昭和38年）にその一環で奈良電気鉄道を合併、その路線を自社の京都線とした。

## 経緯

### 発足前の状況
大正時代も終わりになると、阪神電気鉄道・阪神急行電鉄（阪急）・南海鉄道・京阪電気鉄道・大阪電気軌道（大軌）の通称「大阪五大電鉄」（なお昭和期に阪和電気鉄道と大阪鉄道（大鉄）が加わって、一時は「七大電鉄」となる）により、大阪を中心として各地へ向かう現在の鉄道路線の多くが整備されていた。
京都と奈良の2つの古都を結ぶ鉄道は鉄道省（国鉄）の運営する奈良線が1896年（明治29年）に開通していただけであり、これは蒸気運転であって速度は遅く、列車本数も1日12往復と少ないので都市間交通としては不便であった。

### 発足から建設まで

#### 路線敷設免許取得まで
第一次世界大戦後の好況（大戦景気）で、京都府（久世）・宇治・綴喜・相楽の各郡を選挙区とする衆議院議員の長田桃蔵を中心に、1919年（大正8年）11月3日、『奈良電気鉄道』として、起点を京阪電気鉄道中書島駅、終点を大阪電気軌道（現：近畿日本鉄道）奈良駅付近とする29.7km・軌間1,435mm・動力直流600Vの電気鉄道による地方鉄道の敷設免許申請が行われた。発起人は50名で、総代は長田桃蔵と太田光凞（当時京阪電気鉄道常務）であった。
経由地は起点の京都府紀伊郡向島村（現・京都市伏見区）、伏見町、堀内村、久世郡槇島村、大久保村（現・宇治市）、久津川村・寺田村、富野荘村（現・城陽市）、綴喜郡田辺町・三山木村（現・京田辺市）、相楽郡狛田村、祝園村（現・精華町）、相楽村、木津町（現・木津川市）、奈良県添上郡佐保村（現・奈良市）でそれより終点までは関西鉄道大仏線の廃線敷（1907年（明治40年）廃止）を利用し、奈良に至る計画であった。創立事務所は京都府紀伊郡伏見町に置かれた。
同じく1919年11月10日、奈良県下で電気事業を営んでいた関西水力電気（後の東邦電力）の社長森久兵衛ら15名を発起人とする関西電気軌道が奈良県奈良市から京都府相楽郡木津町（現・木津川市）、綴喜郡田辺町（現・京田辺市）宇治町を経て、京都七条に至る競合路線の申請を提出、奈良電気鉄道と競願となった。
もっとも、第一次世界大戦の好況も続かず、経済状況は次第に悪くなり、京都府と奈良県の推奨もあり、両社協議の結果、奈良電気鉄道が関西電気軌道と合併契約を結び、関西電気軌道は申請を取り下げ、同社発起人会は解散した。
路線敷設免許は、1922年（大正11年）11月16日免許された。なお、発起人は1921年（大正12年）9月21日、京都府綴喜郡田辺町から大住村、有智郷村を経て八幡町、京阪電気鉄道八幡町駅に至る支線（八幡支線）の免許も申請し、それも同時に免許されたが、こちらは1925年（大正14年）8月25日付で失効している。
その後、不況の影響もあって発起人は会社設立を一時見合わせると同時に、大阪電気軌道畝傍線（現・橿原線）にも連絡でき、建設キロ程の短縮と、建設費約50万円の節減となることから、起点を京阪電気鉄道宇治線の宇治駅付近、終点を大阪電気軌道大軌西大寺駅（総延長25.4km）に変更した。さらに、起終点でそれぞれ接続する京阪電気鉄道と大阪電気軌道との間で列車の乗り入れについて交渉し、両社とも自社の培養線として奈良電気鉄道線が有効であると判断したことから列車の乗り入れについての合意が得られ、1924年（大正13年）3月には京阪電気鉄道と、4月には大阪電気軌道と車両乗入契約を締結。同年5月24日に起業目論見書変更申請をし、同年10月25日に許可を得た。

#### 会社設立
路線計画が具体化し、また京阪電気鉄道と大阪電気軌道の賛同も得られたことから、1925年（大正14年）1月17日発起人総会を開催した。創立事務所は、京都府久世郡宇治町（現・宇治市）に置かれた。長田桃蔵と元宇治町長上林楢道を中心に諸準備を進め、路線測量設計は、京阪電気鉄道の田口伊平によって行われた。株主払込も、京阪電気鉄道が20,000株、大阪電気軌道が19,400株、宇治川電気が5,000株をそれぞれ引き受けたこともあって順調に進み、同年4月20日に第一回払込が完了した。同年5月6日には宇治町公会堂で長田桃蔵議長のもとで会社創立総会が開催された。なお、創立総会では、取締役に京阪電気鉄道の渡邊嘉一、監査役には、京阪電気鉄道の太田光凞と大阪電気軌道の金森又一郎が選任され、土木課長には、大阪電気軌道畝傍線の建設にあたった浅井郁爾を迎えている。同年5月14日に会社設立登記が完了し、ここに奈良電気鉄道が誕生した。

#### 本線の建設
会社設立後、ただちに本線（宇治 - 西大寺）間の建設準備が進められた。1925年（大正14年）5月14日に工事施行認可申請を行い、同年8月2日に認可され、同月京阪宇治線三室戸駅前に本社三室戸出張所を開設する。急勾配と曲線があまりない平坦な箇所での直線路線をとる方針とし、井出繁三郎・長田桃蔵で現地踏査し、同年11月には改良案が作られ、同年12月16日に工事施行認可申請を提出。翌年同時に木津川架橋地点の地質調査も実施された。工事施行認可申請届出後に地元の要望により、大久保 - 富野荘、三山木 - 片町線交差部、相楽 - 平城間で路線を改良し、1927年（昭和2年）1月11日工事方法書変更申請、同年8月12日許可された。用地買収も地元の好意で順調に進んだが、小倉 - 宇治間では、日本レイヨン（現・ユニチカ）の工場を避けるため経路の変更が必要となり、延期となった。
1927年（昭和2年）7月から線路工事に着手、同月26日に大林組と工事請負契約を行い、小倉 - 西大寺間を4工区に分けた上で、工事が開始された。
- 寺田工区：小倉 - 木津川右岸
- 木津川工区：木津川
- 田辺工区：木津川左岸 - 片町線跨線橋
- 山稜工区：片町線跨線橋 - 西大寺

工事は順調に進み、木津川橋梁（全長 475.1m）は1928年（昭和3年）7月25日に竣工、小倉 - 西大寺間は同年9月には工事が完了した。

#### 伏見支線の建設
宇治駅を起点として建設し、開業した場合、大軌奈良 - 京阪三条駅を結ぶ距離は省線奈良線よりも6.5km長くなり、所要時間は大きく変わらない割に運賃はむしろ高くなり、不利な状況であった。大正末になると第一次世界大戦後の不況から好転を見せ、ここで当初の目的であった小倉駅から北進して京阪電気鉄道伏見桃山駅へ接続、京阪線に乗り入れる計画をたて、1926年（大正15年）2月9日小倉 - 伏見間の支線敷設免許を申請、同年12月15日に免許された。申請経路は、小倉より巨椋池東岸を進み、久世郡槙島村を経て宇治川（淀川）をわたり、京阪電気鉄道中書島駅北方0.5kmで京阪線に乗り入れ、伏見桃山駅に至る5.6kmであった。

##### 伏見支線の建設での問題と完成
淀川（宇治川）の架橋については、当初は橋脚6基をたて、70フィートプレートガーダー7連の予定であった。架橋地点附近には陸軍第16師団・工兵第16大隊の演習場、そしてその北側には練兵場及び作業場があった。この練兵場と作業場の土地交換を16師団へ申請し、工期の短縮を図った。師団側から陸軍省への伺いが回され考究していたところ、工期が限られていたことなどから、省からの回答を待たずに工費80万円で無橋脚橋梁の澱川橋梁を架設することとし、追って陸軍省からも了承を得た。本橋梁は竣工当時東洋一の長さのトラス橋であり、現在でも単純トラス橋としては日本最長である（詳細は「澱川橋梁」参照）。
次に、桃山御陵の参道と奈良電の線路が交差する地点が発生したが、京都府の方針で平面交差は認められないとの意見が出され、一旦は伏見町内を地下線に変更することとしたが、地下線区間となる伏見町は日本で有数の酒造地帯であり、原料用の水脈を絶たれることを危惧した伏見酒造組合から反対の声が出た。善処策として京阪との接続地点を当初の伏見桃山駅より以北にすることを決め、前後0.2kmを5 m切り下げた掘割にする案も出されるが了解が得られず、延長800mの第一伏見高架橋を建設することになった。
これらの諸問題が解決するまでの間、小倉 - 淀川（宇治川）左岸までの4.4kmについては1928年（昭和3年）3月23日に工事施行認可を得て向島工区とし、同年4月1日より工事を開始、同年8月には完成した。
澱川橋梁以北については、1928年（昭和3年）5月26日工事施行認可を得て工事を急ぎ、澱川橋梁は、同年10月16日、高架橋は9月にほとんど完成を見るに至った。
こうして路線建設計画が紆余曲折を重ねつつも進みつつあった1928年（昭和3年）、11月に京都御所で昭和天皇の即位大典が挙行されることになり、この即位大典にあたっては、神武天皇を祀る橿原神宮と大典が行われる京都を直結し、しかも沿線の伏見に伏見桃山陵が所在する奈良電気鉄道線の存在価値は非常に高く、大典までに全線の工事を完成させ、営業を開始することが急務とされた。

#### 京都延長線の建設
伏見支線の建設によって京阪線との乗り入れを検討するが、京阪電気鉄道もすでに運転本数が多く、京都 - 大阪間で無停車急行を計画していたため、完成の暁には京阪線の線路容量では余裕が少なく、京阪電気鉄道との交渉も難航をきわめたため、乗り入れは困難となった。そこで奈良電は自社での京都乗り入れを検討し、省線伏見貨物線と、旧同省奈良線廃線敷を利用することが決定され、1927年（昭和2年）3月20日、伏見町 - 京都間の鉄道敷設免許を申請する。また、旧省線奈良線廃線敷と省線伏見貨物線の払下げは、それぞれ1927年（昭和2年）3月30日、同年10月10日に、払下げ、貸下げ申請を行った（路線詳細は「奈良線」参照）。申請経路は、京阪電気鉄道伏見桃山駅より京都市下京区烏丸塩小路角、七条郵便局（現：京都中央郵便局）前に至る6.9kmであった。

##### 京都延長線の建設での問題と完成
桃山 - 伏見は省線伏見貨物線を共用するべく鉄道省に申請し、建設に向けて諸準備を進めたが、伏見町からは町内を高架にするように要求が出される。共用部分については、貨物線工事費を鉄道省が分担することを求めたが、当時同線の貨物列車は1日5往復程度であったことから、多額の工事費を負担するなら廃止する意向を示し、奈良電が高架で建設をすることを条件に払下げることが示された。また、奈良鉄道時代より竹田街道で京都電気鉄道（後の京都市電）伏見線と平面交差しており、衝突事故もあったことから、それも避けるためとされる。そこで奈良電も第2伏見高架橋（全長1008 m ）を建設することになる。
また、京都駅への乗り入れは東海道線を跨線し、高架で烏丸口（北側の中央口）側に駅を設ける予定であったが、大典までに全線の工事を完成させ、営業を開始することが急務であり、また、鉄道省より『差當リ省ノ裏側ニ於イテ之ヲ為シ、速成ヲ期スル候條、實施計畫ニ當リ右考慮相成度』との通牒（通達）を受け、神戸鉄道局に京都駅乗入仮設許可申請を、1927年（昭和2年）12月29日に提出し、1928年（昭和3年）5月11日に許可された。この仮設駅はその後移設されることもなく、東海道新幹線が建設される際にはその直上に新幹線の線路とプラットホームを設置し、同時にこの奈良電の駅施設も高架化されている。なお、烏丸口までの本工事はその後工事施行認可期限延長を経て、近畿日本鉄道合併後の1963年（昭和38年）に失効している。

#### 奈良電気鉄道と大林組
奈良電気鉄道の建設は大林組によって行われているが、これは奈良電気鉄道創立の中心人物で後に専務取締役長となった長田桃蔵の影響が大きい。長田は大正に入るころ大林組の副支配人をしており、思い切った直線区間や澱川橋梁に見られるように、土木工事に対する見識があった。

### 開業から終戦まで
11月3日に、まず本社所在地でもあった桃山御陵前駅から西大寺駅の間で営業が開始された。全線の営業開始は、儀式がすべて完了した直後の11月15日となった。当初より大軌の保有する奈良線・畝傍線（現：橿原線）と直通運転を行い、国鉄奈良線で京都 - 奈良間の所要時間が1時間10分であった所を、急行が45分、普通が58分で結んだ。しかし営業成績は当初芳しいものでなく、大軌と提携して京都駅-上本町駅（上六）間の割引乗車券を販売するなど、集客に苦心した。

### 路線延伸計画
1928年に京都 - 西大寺間が全通し、即位大典では大きな輸送成績を収めた。しかし、奈良電は京阪神のような規模ある経済圏を結んでおらず、通常は京都・奈良もしくは、大阪電気軌道を介した橿原への観光遊覧が大きな収益源であった。この需要は乗客の季節変動が大きく、独立した鉄道経営には100km程度の営業規模が必要と考えられた。その対策として、以下の3つの延伸路線が申請された。これらはいずれも世界恐慌や五私鉄疑獄事件の影響もあって未成線で終わった。

#### 大阪線計画
小倉から北河内郡交野町（今の交野市）の私部を経て、玉造までの免許を1927年11月26日に申請し、1929年6月26日に免許取得した。
- 予定区間：大阪玉造 - 宇治小倉間35.2km
- 予定ルート：玉造 - 諸堤 - 四宮 - 西長尾 - 上津屋 - 小倉

※高速運転を行うため、駅の設置数を限ることにしていた。
しかし、このころ相次ぎ競願路線が申請される。1つは南海系とみられる畿内電鉄で、根津嘉一郎はじめ京阪神有力者84名が発起人となって大阪天王寺 - 京都七条、放出 - 玉造間で申請、また森町（森ノ宮） - 四條畷 - 田原 - 奈良下三条通に至る東大阪電鉄である。それ以外にも京阪電気鉄道が省線片町線を電化し、省線奈良線新田 - 長尾を結ぶ路線、大阪電気軌道も、大阪天満橋 - 四條畷 - 生駒隧道大阪入口に至る四条畷線の路線免許を有し、多くの路線が入り乱れることとなる。奈良電は、長田桃蔵はじめ沿線17町村などが陳情するが、畿内電鉄や東大阪電気鉄道への免許許可が優勢であることがわかり、免許却下に向けて万全を期すため東大阪電気鉄道の株の半数にあたる12万株を30万円で発起人総代田中元七から株式引受け権を譲り受け、東大阪電気鉄道が免許されれば四條畷より宇治へ別線を出願できるように準備を進めた。しかし、東大阪電気鉄道への免許と同時に奈良電気鉄道へも予想されなかった免許をされることになり、免許交付により東大阪電気鉄道の経営関与は不要になり株式引受け権は、1株10円総額120万円で京阪電気鉄道に譲渡され、東大阪電気鉄道は、1929年7月18日に創立総会を開き、太田光凞が社長に、長田桃蔵が取締役に就任した。だがこの東大阪電気鉄道では五私鉄疑獄事件に巻き込まれる。なお、当免許は近畿日本鉄道合併後免許更新されず1967年に失効している。

#### 京阪急行電鉄
昭和恐慌や沿線の需要も多くなく、また澱川橋梁など建設費も膨らみ奈良電の経営は苦しく1930年には東大阪電鉄とともに京阪への合併を要請した。しかし京阪電気鉄道も新京阪鉄道など拡張しきった事業と恐慌の影響で配当もままならない状況となり、事業再編を始めていた京阪電気鉄道も奈良電の要望も受け入れがたく、交渉は流れた。
その後、工事施工開始期限の1931年6月が迫っていたこともあって、奈良電では京阪急行電鉄という別会社を設立させて免許を譲渡し、工事の先延ばしを図ろうとした。京阪ではこの頃、京阪本線・新京阪線（現：阪急京都本線）など自社保有線の脅威となるような新線敷設計画が多く立案されていたことを脅威と感じており、その中で自社も出資する会社であった奈良電の計画は、当初抑制が効くものとして黙認していた。しかし、次第に大阪の別の出資者を入れて独走するようになったことから、後には反発するようになった。奈良電では大軌を押さえた上で、かつて合併を見送った京阪を冷ややかに扱い、1932年1月に発起集会を開いた。京阪急行電鉄は、奈良電に乗り入れて京都 - 大阪間を36分で結ぶ公算を持ち、さらには未成となっていた奈良電の小倉 - 宇治間（1922年に免許収得）も建設して、大阪 - 宇治間の29分運転も目論んだという。
だが4月に、同社の株式割当の4分の1を占めていた熊沢一衛（伊勢電気鉄道社長）が関係していた四日市銀行が破綻して、熊沢の株引き受けができなくなったため、設立延期の願いを出すも6月に鉄道省から不許可の判断が出され、新線建設の計画は失敗に終わった。
なお、戦前に取得した小倉 - 玉造間の免許は京阪・近鉄に対する牽制の観点から戦後も保持され、近鉄に受け継がれたのち、ほどなく失効となった。この失効処置は京阪が奈良電の株式を近鉄に譲渡する際に見返りとして決められたとする説が有力である。

#### 奈良延長線計画
山田川駅 - 平城駅間、宇治起点24kmから分岐し法華寺を経て省線奈良駅西口に至る4.6km路線で、自社完結で京都 - 奈良間を30分で結ぶ計画であった。1927年11月8日に免許申請し、1928年4月4日免許を取得したが、工事着手することなく1942年1月27日失効している。

#### 桜井線計画
奈良延長線終点より省線桜井駅を結ぶ19.7kmで、路線は天理までおおよそ省線桜井線東側を、桜井までは西側を走るルートで計画であり、当時桜井 - 宇治山田間を建設していた参宮急行電鉄に乗り入れ、京都 - 伊勢間を特急運転する計画であった。1928年6月14日に免許申請し、1929年4月4日免許を取得したが、工事着手することなく1942年1月27日失効している。しかし、西大寺で接続している大阪電気軌道畝傍線があり、参宮急行電鉄も大阪電気軌道の傍系会社で役員、社員も出向しており、乗り入れ計画には疑問も残る。
- 予定ルート：奈良 - 東帯解 - 東櫟本 - 天理教本部前 - 南丹波市 - 新長柄 - 西柳本 - 三輪明神前 - 桜井

1940年には、この年が皇紀2600年となり、桃山御陵や橿原神宮への参拝が奨励されたため、奈良電も急行電車を多数設定して輸送に努めた。

### 戦後の推移

#### 京阪神急行電鉄丹波橋駅と奈良電気鉄道堀内駅の統合
1943年2月6日、奈良電気鉄道と京阪電気鉄道は運輸協定を結ぶ。京阪の丹波橋駅を大阪方面に87m移動、大阪・西大寺方で両社の線路を立体交差させ、駅には構内地下道を新設、堀内駅（現・近鉄丹波橋駅）を廃止して共同使用駅に改築するものであった。しかし当局預かりになり、京阪電気鉄道と阪神急行電鉄とが合併して京阪神急行電鉄になった後の1944年4月24日に再度協定を締結。同年6月6日工事方法書変更申請を行うが、戦局の悪化で資材調達がままならず、奈良電と京阪神急行が交差する部分のうち、大阪方面での立体交差計画を平面交差に、構内地下道を踏切道に設計変更が行われた。しかし立体交差が平面交差に変更されたことは両社のダイヤ編成に制約を受けることとなった。当局からも『乗降場ハ極力『セメント』ヲ用ヒザル構造トシ資材ノ節減ニ留意スルコト』指示を受ける。1944年8月2日に許可された。不要不急線指定による嵐山線の単線化などで確保した資材を転用して着工するが、戦局の悪化で工事が遅れ、完成は終戦後になり、上り線は1945年12月10日、下り線は同年12月20日に完成。翌12月21日より奈良電 - 京阪神急行（一部近鉄 - 奈良電 - 京阪神急行の3社乗り入れ）間で乗り入れ開始となった。京阪神急行が京阪に、奈良電が近鉄となった後も直通運転は継続されていた。桃山御陵前駅 - 堀内駅間は、桃山御陵前駅構内側線として残置し、堀内駅以北は廃線となった（後述）。

#### 施設の復旧と輸送力の回復
終戦直前資材の入手難で、在籍車両の50%近くが運転不能になるが、職員の復員、熟練工の新規採用による労力不足の解消で、順次回復に向かう。軌道関係においても、老朽枕木、摩耗軌条の交換、道床補充を行い、電気関係でも架線張替などが行われた。また1948年2月には電動・制御客車各3両増備、7月京都駅3号線増設が行われた。これらの施設復旧・改良により戦時中の低速運転は、戦後5回のダイヤ改正により1949年8月には戦前の車両走行距離で見ると333万キロと1934年から1936年の約40%増の状態まで回復した。
戦後、工員輸送は沿線の軍需工場の操業全面停止で激減したが、戦災者の転入や極端な食糧危機で主食類を都市へ運ぶ『かつぎ屋』などが殺到し1947年上期まで急上昇した。

#### 沿線開発
旅客誘致を促進するため、1950年以降、大久保、小倉に8万平方メートルの宅地造成を行い、住宅経営を行った。

#### 経営不振と近畿日本鉄道と京阪電気鉄道の経営参加の確執
1953年9月に近畿地方を襲った台風13号は未曽有の災害をもたらした。この台風で宇治川（淀川）左岸は澱川橋梁下流0.6kmおよび2.0kmの地点で決壊、旧巨椋池を中心とする2,000ヘクタールにおよぶ地域が浸水し、奈良電気鉄道は桃山御陵前駅から奈良電小倉駅間で延長2.0kmの冠水、久津川・新田辺など全線23箇所で線路路盤流出など大きな被害を受けた。さらに1954年3月には並行する国鉄奈良線でディーゼルカーの運転が開始。また、伊勢湾台風でも大きな被害を受け、度重なる労働争議もあって経営は悪化、1955年上期には1割だった株式配当が下期には6分、1958年には無配に転落するに至った。1959年ごろから株主総会のたびに再建問題の質疑応答がくりかえされるようになった。だが、当時の奈良電の株主構成は京阪電気鉄道、近畿日本鉄道、一般株主がそれぞれ3分1ずつで均衡しており、大株主の京阪電気鉄道、近畿日本鉄道と奈良電の三者で再三にわたる折衝が行われたが事態は進展せず、奈良電経営陣は京阪電気鉄道と近畿日本鉄道という同業の大株主の利害関係の衝突に巻き込まれ、独自の経営戦略に基づく思い切った設備投資や沿線開発などで経営再建を図ることもできない状況に追い込まれていった。
1958年下期ごろから近畿日本鉄道は京都進出を目的とし、同社主導で奈良電の経営再建をすすめるため、奈良電株の取得をはじめた。この結果、株価の最高値は1958年の時点では153円だったものが1962年には755円にまで高騰した。これに対し京阪電気鉄道は1959年5月から今田英作（当時 副社長）を取締役に岡林事（当時 常務取締役）を監査役に派遣する。だが、この当時京阪電気鉄道では自社淀屋橋延長線の建設（1959年2月特許、1963年4月開業）や激化する通勤輸送対策として1957年以降開始された輸送力増強5カ年計画、比叡山ドライブウェイの建設・開業（1958年4月開業）やバス路線網の拡充、江若鉄道の子会社化（1961年7月）をはじめとする琵琶湖沿岸地域の開発、水害やダム建設で経営難に陥った宇治田原自動車の救済を目的とした株式の過半数取得と京阪宇治交通への社名変更（1959年5月 - 6月）など巨費を要する事業が多数、それも同時並行で実施されており、財政的に厳しい状況にあった。
このような財政事情に加え、奈良電創業以来長年培ってきた関係を過大に評価したことなどから、京阪電気鉄道は近畿日本鉄道による株式買収に対し受動的な対応を行うにとどまった。近畿日本鉄道の株式買収が公然化した1960年には、京阪電気鉄道と奈良電は合併に向けた検討を行うが、1961年9月には近畿日本鉄道約89万株（持ち株比率約47%）、京阪電気鉄道71万株（同37.4%）となり、大阪商工会議所会頭杉道助らによる共有案や、当時関西電力社長の太田垣士郎（元京阪神急行電鉄社長）による「丹波橋駅以南は近畿日本鉄道、丹波橋駅以北は京阪電気鉄道」という具体斡旋案が示されたが、近畿日本鉄道の当時社長であった佐伯勇は『レールは1本で、2つに分けることはできん』との強い買収方針は覆らず、太田垣士郎による以下の最終斡旋案で妥結することとなった。
- (1) 京阪電気鉄道は所有する奈良電気鉄道株を1株850円で売却する。[注 3]
- (2) 京都 - 奈良間のバス路線（国道24号線乗合バス事業）を京阪自動車に譲渡する[60]。
- (3) 相互乗り入れ運輸協定は将来も現行通りとする。ただし、協定当事者合意の上改変するときはこの限りでない。

以上を骨子とする太田垣士郎の斡旋案に1961年12月11日3社で調印、奈良電気鉄道は近畿日本鉄道系列に収まるに至った。なお、京阪電気鉄道は1962年4月27日に71万5000株、1963年に残り680株を売却、今田英作、岡林事両役員も1962年5月7日付で退任し、奈良電との資本関係は幕を引くことになり、将来的に国鉄京都駅および奈良への足かかりを失う結果となった。

#### 近畿日本鉄道系列入りから合併へ
1962年5月29日 第47回定時株主総会で、福井國男社長より太田垣士郎による斡旋案およびその実施の経過を報告し、創立以来の京阪電気鉄道に対する好意と協力に謝意を示し、辞任した役員に伴う取締役改選で、近畿日本鉄道より派遣の冨和宗一、中室一治の2名を役員に選出した。

##### 輸送力増強、施設改善
1962年6月予算総額3億円の輸送力増強計画が立案された。その概要は既存車両42両を近畿日本鉄道玉川工場で特別修繕、軌道の強化、奈良電小倉駅待避線新設、十条変電所新設などであった。近畿日本鉄道も820系電車4両を増備した。

##### 増資と欠損金処理
第2室戸台風災害などで生じた欠損金、償却不足などを、1962年9月期決算において1億6,620万円を計上し、また総額3億円の輸送力増強計画の資金調達のため、それに先立つ1962年7月25日の取締役会で増資を決定、570万株を増資（有償新株式190万株（株主割当比1対1）、再評価積立金の資本組み入れによる無償新株式380万株（株主割当比1対2））し、1962年11月1日に資本金を9,500万円から3億8000万円に増資した。

##### 関係会社の整理
旅客案内・斡旋業を行ってきた有限会社奈良電車営業所（1945年3月16日設立）は、1962年12月1日関急産業（のちの近鉄観光）へ合併解散。それに先立ち旅行斡旋部門は、11月21日に近畿日本ツーリストに譲渡した。奈良電タクシー（1961年1月営業開始）は、京都近鉄自動車（京都近鉄観光バス）のタクシー部門を譲渡され、社名を近鉄京都タクシー株式会社に変更した。
また、直営の自動車（バス）事業は、京都 - 奈良間、山田川 - 上野市間のほか、田辺町（現・京田辺市）以南の京都府南部に展開していたが、京都近鉄観光バスに1963年9月1日に譲渡された。京都近鉄観光バスの乗合事業は1967年に、貸切事業は1972年にそれぞれ近鉄本体の自動車部門（自動車局。現・近鉄バス）に吸収され消滅した。さらに、1973年には京都府南部の路線は奈良交通奈良営業所に移管され、上狛営業所（旧山城町）が廃止となっている。京都営業所が残ったが、京都・奈良間や伏見桃山城関連路線が廃止され、一般路線は京都市伏見区内の竹田・向島団地周辺のみとなっている。

##### 近畿日本鉄道と合併
東海道新幹線の開業を控え、沿線開発、輸送体制などを考え、合併による運営の機運があがり、1963年4月25日合併契約調印を行い（骨子は合併比率1：1 、近畿日本鉄道は奈良電気鉄道を合併して奈良電気鉄道は解散する）、10月1日に合併され、路線は近鉄京都線となった。1963年11月27日会社解散登記により名実ともに奈良電気鉄道の名は消えた>。

## 年表
- 1919年（大正8年）
  - 11月3日：本線（京都府紀伊郡向島村 - 奈良市）鉄道敷設免許申請。
  - 11月10日：関西電気軌道（奈良市 - 京都市）鉄道敷設免許申請。
- 1921年（大正10年）9月21日：八幡支線（京都府綴喜郡田辺町 - 同郡八幡町）鉄道敷設免許申請。
- 1922年（大正11年）
  - 7月18日：奈良電気鉄道発起人、関西電気軌道発起人と合併契約締結。
  - 11月16日：本線（京都府紀伊郡向島村-奈良県添上郡佐保村）及び八幡支線（京都府綴喜郡田辺町-同郡八幡町）鉄道敷設免許[8]。
- 1924年（大正13年）
  - 3月12日：大阪電気軌道（現、近畿日本鉄道）と車両乗入契約締結。
  - 4月10日：京阪電気鉄道と車両乗入契約締結。
  - 5月24日：本線起点を京阪電気鉄道宇治付近、終点を大阪電気軌道西大寺（現 大和西大寺駅）に変更許可申請。
  - 10月25日：本線路線変更許可[12]。
- 1925年（大正14年）
  - 1月12日：宇治川電気と電力受給契約締結。
  - 5月14日：会社設立登記完了。
  - 8月25日：八幡支線鉄道敷設免許失効[10]。
  - 12月16日：宇治-伊勢田、寺田-田辺、相楽-西大寺工事方法書変更申請。
- 1926年（大正15年）
  - 2月9日：伏見支線（京都府久世郡小倉村 - 京都府紀伊郡伏見町）鉄道敷設免許申請
  - 8月2日：宇治-西大寺工事施行認可。
  - 8月12日：宇治-伊勢田ほか変更許可。
  - 12月15日：伏見支線鉄道敷設免許。
- 1927年（昭和2年）
  - 1月11日：大久保 - 富野荘、三山木 - 片町線交差点、相楽 - 平城路線一部工事方法書変更申請。
  - 3月23日：京都延長線（京都府紀伊郡伏見町 - 京都市）鉄道敷設免許申請。
  - 3月30日：旧省線奈良線線路敷払下げ出願。
  - 8月12日：大久保-富野荘ほか路線一部変更許可。
  - 9月25日：小倉-西大寺間線路建設工事着手。
  - 9月28日：京都延長線鉄道敷設免許。
  - 10月10日：省線貨物線（伏見 - 桃山）一部払下げまたは貸下げ出願。
  - 10月14日：伏見支線工事施行認可申請。
  - 11月8日：奈良延長線（奈良県生駒郡平城村 - 奈良市）鉄道敷設免許申請。
  - 11月26日：大阪線（京都府久世郡小倉村 - 大阪市東成区中道町）鉄道敷設免許申請。
- 1928年（昭和3年）
  - 1月6日：京都駅乗り入れ仮設申請。
  - 1月24日：京都延長線 伏見起点一哩（マイル）四十鎖（チェーン）-京都 工事施行認可申請。
  - 3月23日：伏見支線一部工事施行許可申請。
  - 4月1日：澱川橋梁及び小倉 - 澱川左岸工事着手。
  - 4月4日：奈良延長線（奈良県生駒郡平城村-奈良市）鉄道敷設免許。
  - 4月19日：旧省線奈良線線路敷払下げ許可。
  - 4月23日：伏見支線残区間工事施行認可申請。
  - 5月20日：田辺車庫竣工。
  - 5月26日：伏見支線残区間工事施行認可。
  - 5月30日：省線貨物線（伏見-桃山）共用承認。
  - 6月1日：京都延長線 伏見起点一哩（マイル）四十鎖（チェーン）-京都 工事施行認可。
  - 6月1日：伏見第1高架橋工事着手。
  - 6月14日：桜井線（奈良市-奈良県磯城郡桜井町）鉄道敷設免許申請。
  - 7月6日：省線貨物線（伏見-桃山）線路敷払下げ出願。
  - 7月20日：伏見-八条 工事着手。
  - 7月25日：木津川橋梁竣工（工事費 389,046円29銭）。
  - 9月3日：伏見第2高架橋工事着手。
  - 9月12日：省線貨物線（伏見-桃山）線路敷払下げ許可。
  - 9月25日：八条-京都 工事着手。
  - 9月30日：伏見第1高架橋工事竣工（工事費 473,319円28銭）。
  - 10月16日：澱川橋梁工事竣工（工事費 835,355円35銭）。
  - 10月20日：桃山御陵前-西大寺線路工事竣工。
  - 10月31日：伏見-京都 線路工事竣工。
  - 11月3日：桃山御陵前 - 西大寺（現 大和西大寺）間開業。大阪電気軌道 西大寺 - 奈良間に乗り入れ開始。大阪電気軌道と連絡運輸開始。
  - 11月12日：桃山御陵前 - 京都間 線路工事竣工。
  - 11月15日：京都 - 桃山御陵前間が開業し全通。京都 - 奈良間で急行運転開始。
  - 12月10日：大阪電気軌道車両、奈良電気鉄道に乗り入れ運転開始。
- 1929年（昭和4年）
  - 3月30日：ダイヤ改正。スピードアップ。
  - 6月26日：大阪線（京都府久世郡小倉村 - 大阪市東成区中道町）鉄道敷設免許。
  - 6月29日：桜井線（奈良市-奈良県磯城郡桜井町）鉄道敷設免許。
  - 7月10日：木津川の河畔に木津川水泳場開設 木津川駅を臨時設置。
  - 11月10日：参宮急行電鉄と連絡運輸開始。
- 1930年（昭和5年）
  - 4月1日以前：小倉駅を奈良電小倉駅に改称[69]。
  - 12月15日：ダイヤ改正。京都 - 大阪電気軌道久米寺間で急行運転開始。
- 1931年（昭和6年）
  - 5月30日：臨時株主総会で大阪線（京都府久世郡小倉村 - 大阪市東成区中道町）鉄道敷設営業権を『京阪急行電鉄』発起人に譲渡可決。
  - 12月24日：大阪線（京都府久世郡小倉村 - 大阪市東成区中道町）鉄道敷設譲渡許可。
- 1932年（昭和7年）
  - 11月23日：木津川グラインダー場開設。
- 1933年（昭和8年）
  - 4月30日：大阪電気軌道小型パンタ車両乗り入れに伴う架線改修工事完了。
- 1934年（昭和9年）
  - 9月21日：室戸台風で全線運転休止
  - 9月2?日：全線運転再開。
  - 10月31日：木津川グラインダー場閉鎖。
  - 11月21日：貨物運輸営業開始。
- 1935年（昭和10年）
  - 4月15日：京阪電気鉄道と連絡運輸開始。
  - 6月29日：鴨川水害で十条 - 城南宮前間で路盤崩壊のため不通、同月30日運転再開。
  - 9月15日：寺田球場開場。
- 1936年（昭和11年）
  - 9月20日：寺田ラグビー球場開場。
- 1937年（昭和12年）
  - 9月20日：寺田グラウンド買収。
- 1938年（昭和13年）
  - 12月31日：関西急行電鉄と連絡運輸開始。
- 1939年（昭和14年）
  - 3月16日：京都市都市計画第3号線との立体交差工事竣工 東寺駅移設。
  - 12月1日：神都交通と連絡運輸開始。
- 1940年（昭和15年）
  - 1月31日：京都駅2号線延長工事竣工。
  - 4月5日：上鳥羽口駅開業。城南宮前駅を奈良電竹田駅に改称[70][注 7]。
  - 8月1日：大阪鉄道、信貴山急行電鉄、大阪商船ほか船舶6社と連絡運輸開始。
  - 12月10日：京都市と連絡運輸開始。
- 1942年（昭和17年）
  - 1月27日：奈良延長線、桜井線鉄道敷設免許失効。
- 1943年（昭和18年）
  - 10月20日：寺田グラウンド及び付近所有地を島津製作所に売却。
  - 12月11日：ダイヤ改正（列車削減、速度低下）。
- 1944年（昭和19年）
  - 11月26日：京阪神急行電鉄丹波橋駅との連絡工事着手。
- 1945年（昭和20年）
  - 2月1日：近畿日本鉄道と非常災害時の電力融通協定締結
  - 3月16日：有限会社 奈良電車営業所設立
  - 5月20日：八条駅・木津川駅運輸営業休止。
  - 7月：木津川水泳場休場。
  - 12月21日：京阪神急行電鉄丹波橋駅連絡工事竣工、同駅から京阪神急行京阪線の三条駅まで直通運転開始。堀内駅廃止。
- 1946年（昭和21年）
  - 2月17日：進駐軍専用列車運転開始。
  - 10月1日：京都 - 東寺間の八条駅、富野荘 - 新田辺間の木津川駅臨時駅廃止。
- 1947年（昭和22年）
  - 4月1日：京阪神急行が丹波橋駅から奈良電に乗り入れ、京都駅まで直通運転開始。
- 1948年
  - 7月1日：木津川水泳場再開 木津川駅臨時設置。
  - 7月30日：京都駅3号線新設工事竣工
- 1950年（昭和25年）
  - 9月3日：ジェーン台風により全線不通。
  - 9月4日：全線開通。
  - 10月21日：進駐軍専用列車廃止。
- 1951年（昭和26年）
  - 7月7日：小倉変電所竣工。
- 1953年（昭和28年）
  - 9月25日：台風13号により全線不通。
  - 9月26日：桃山御陵前-伊勢田及び新田辺 - 山田川間を除き復旧（不通区間は10月10日まで代行バス運転）。
  - 9月27日：新田辺 - 山田川間復旧。
  - 10月8日：桃山御陵前 - 伊勢田間上り線復旧、全線復旧。
  - 10月25日：災害復旧工事完了、全線複線復旧。
- 1954年（昭和29年）
  - 7月5日：興戸駅開業。
  - 10月23日：ダイヤ改正 京都-奈良間特急運転開始。
- 1959年（昭和34年）8月3日：奈良電小倉 - 宇治間（未成線）運輸営業廃止[73]。
- 1961年（昭和36年）
  - 4月29日：興戸変電所竣工
  - 9月16日：第2室戸台風により全線不通。
  - 9月17日：京都 - 桃山御陵前開通（桃山御陵前 - 奈良間で20日まで代行バス運転）。
  - 9月17日：桃山御陵前 - 新田辺開通。
  - 9月21日：始発から全線開通。
  - 10月5日：災害復旧工事完了、平常運転再開。
  - 10月13日：皇太子、同妃、京都 - 奈良往復乗車（デハボ1200形 デハボ1201-デハボ1202）。
- 1962年（昭和37年）
  - 5月11日：京都駅改築工事着手。
  - 9月21日：京都駅仮乗降場使用開始。
  - 12月20日：奈良電小倉駅待避線竣工。
- 1963年（昭和38年）
  - 8月24日：会社合併認可[74]。
  - 9月1日：京都駅高架化。
  - 10月1日：近畿日本鉄道が奈良電気鉄道を合併し、京都線となる。奈良電竹田駅を竹田駅に、奈良電小倉駅を小倉駅に改称[75]。
  - 10月15日：京都延長前残区間（京都駅表口 - 東寺間）（未成線）地方鉄道運輸営業廃止[42]。
  - 11月27日：会社解散登記完了。

## 運行ダイヤ

### 京阪神急行電鉄・京阪電気鉄道との直通運転
前述のように、終戦直後の1945年（昭和20年）12月21日から近鉄合併後の1968年（昭和43年）12月20日まで、奈良電気鉄道（→近鉄京都線）は京阪神急行京阪線（→京阪本線）の丹波橋駅に乗り入れており、その上両線を結ぶ連絡線も存在したため、その間は京阪神急行電鉄・京阪電気鉄道と奈良電気鉄道・近畿日本鉄道の間で直通運転が行われていた。奈良電の堀内駅を廃止してまで乗り入れ工事を推進した背景には、奈良電の沿線に陸軍の師団や弾薬庫などが存在したことから、軍による空襲時の代替線確保要請が出されたためという当時の時勢があるが、結果としては戦後に完成したことになる。
当初は奈良電から京阪神急行への片乗り入れであったが、1947年（昭和22年）4月1日からは京阪神急行からの奈良電・近鉄乗り入れも開始され、相互直通運転となった。1949年12月1日からは京阪神急行から京阪が再分離され、乗り入れる鉄道事業者が京阪神急行から京阪に変更されたが、直通区間については不変であった。
その後丹波橋駅への乗り入れと直通運転が廃止となった背景には、それまで両社線とも架線電圧が直流600Vであったものが、近鉄京都線の直流1,500Vへの昇圧が決定したこと、両社共に1968年（昭和43年）9月（京阪）、10月（近鉄）に相次いで独自仕様のATSを採用したこと、丹波橋駅で両社の路線が平面交差しており、さらに同駅を管理している京阪側の優先通行とされていたため、特に近鉄側のダイヤ作成時の支障となっていたこと、近鉄京都線に大型車を導入することになったことがある。この分離に当たっては、送電線の関係から、乗り入れ開始後も近鉄が旧来の線路用地を手放さずにそのまま確保してあり、問題にはならなかった。
1947年（昭和22年）に京阪線・宇治線側から直通運転が開始された当時の運転系統は、おおむね以下のようなものであった。
1. 三条駅 - （京阪神急行） - 丹波橋駅 - （奈良電） - 大和西大寺駅 - （近鉄） - 近畿日本奈良駅（現・近鉄奈良駅）・橿原神宮駅駅（現・橿原神宮前駅） …3社（1963年より2社）乗り入れ
2. 京都駅 - （奈良電） - 丹波橋駅 - （京阪神急行） - 宇治駅 …2社乗り入れ

車両は1の運用では奈良電か近鉄（1963年（昭和38年）以降。800系や特急車など一部の車両は対象外）、2の運用では京阪神急行→京阪のもの（1950年運転開始の特急車と2000系・2200系、また2代目700系など一部の車両は対象外）を使用していた。
1の運用は乗務員の取り扱い上の理由もあり、近鉄合併後も京阪の車両と共通の東洋電機製造製デッカー系電動カム軸式制御器を備える旧奈良電車が引き続き使用されたが、一時は当時最新の近鉄820系が用いられたこともあった。しかし820系は2両編成であったため、今度は京阪線内での積み残しという問題が出てしまい、程なく旧態に復している。2の運用については、最末期には既に一般車に格下げされ、宇治線でも運用されるようになっていた1700系や、時にはカルダン車の初代1800系も使われていたが、ほとんどの場合はこの2形式以外の車両が入っていた。
1953年（昭和28年）には、三条駅 - 橿原神宮駅駅間の列車を急行としたが、1956年（昭和31年）には橿原神宮駅駅乗り入れの列車はなくなった。運転本数は、1957年（昭和32年）までは、1、2とも1時間当たり各2往復だったが、その後は1時間当たり各1往復となった。同時に運転時間帯がおおむね6 - 19時台であったものが8 - 18時台に短縮された。また、1の系統の一部は急行・準急で運転された。1967年（昭和42年）には、朝夕が準急、昼間が普通であったダイヤが、朝夕が急行、昼間が準急に変更された。奈良発着列車の停車駅は以下の通りであった。
- 急行：三条、四条、七条、伏見稲荷、丹波橋、桃山御陵前、大久保、新田辺、大和西大寺、油阪、近畿日本奈良
- 準急（設定時 - 1957年）：三条 - 丹波橋間各駅、桃山御陵前、大久保、新田辺 - 近畿日本奈良間各駅
- 準急（1957 - 1967年）：三条、四条、七条、伏見稲荷、丹波橋、桃山御陵前、大久保、新田辺 - 近畿日本奈良間各駅
- 準急（1967 - 1968年）：三条、四条、七条、伏見稲荷、丹波橋 - 近畿日本奈良間各駅

当時、京阪本線にも三条発天満橋行（1963年（昭和38年）以後は淀屋橋行）の準急（朝ラッシュ時のみ、時期により運転がないこともあり）が運転されていたが、この準急は当時は寝屋川市駅まで各駅停車であったので、三条駅 - 丹波橋駅間では停車駅の異なる2種類の準急が存在していた。なお2の系統はすべて普通列車として運転された。
その他、主にひらかたパーク利用客向けの臨時列車として、京都駅 - 枚方公園駅間急行「ひらかた号」などが運行された。これは、直通運転終了直前まで実施された。
この乗り入れにおける乗務員（運転士と車掌）は、京阪（京阪神急行時代より）・奈良電（近鉄合併後も廃止まで）ともに丹波橋で交代することなく、自社の車両でそのまま他社線へ乗り入れて運転を行なっていた。

### 特急電車
奈良電の旅客は1947年に買出しや復員輸送のためにピークを迎えたが、以後は減少して1954年には最盛期の6割程度にまで落ち込んだ。
奈良電ではその対策として、観光客・通勤客を誘致するために高速運転を行う料金不要の「特急」を1954年に新設することとした。これは近鉄奈良線の上本町駅 - 近畿日本奈良駅間で、同様の「特急」が新設される1956年より2年早いものであった。
この特急運転開始に伴い、デハボ1200形2両を新造し、さらに1940年に紀元2600年記念式典等に伴う橿原神宮参拝客輸送用として製造したクハボ600形2両を改造・整備し、デハボ1200形-クハボ600形の2両編成2本で運用に充当することとなった。
こうして特急は同年10月23日に5往復体制で運転を開始した。この時は京都駅 - 近畿日本奈良駅間39.0kmを35分（最高速度105km/h、表定速度66.8km/h）で結んだが、これは阪神電気鉄道が本線の梅田駅 - 元町駅間32.2kmで運行していた特急（所要27分、表定速度71.5km/h）に次ぎ、関西地区では2番目に速い列車となった。
その後、この特急運転が好評であったことから順次増発が行われ、デハボ1200形と同等の車体を備えるが機器は在来車からの流用品でまかなったデハボ1350形3両の投入により、1956年5月25日からは6往復、1957年3月21日からは12往復運転となった。
近鉄買収直前となる1963年1月21日からは、2往復が京都駅 - 橿原神宮駅駅間運行となり、京都駅 - 近畿日本奈良駅間運行の列車は10往復となった。さらに同年9月21日の、奈良電最後のダイヤ改正実施時には、京都駅 - 近畿日本奈良駅間運行の特急が7往復、京都駅 - 橿原神宮駅駅間運行の特急が6往復となった。
なお、当時の停車駅は以下の通りである。
- 京都駅 - 丹波橋駅 - 大和西大寺駅 - 近畿日本奈良駅（現：近鉄奈良駅）
- 京都駅 - 丹波橋駅 - 大和西大寺駅 - 大和八木駅 - 橿原神宮駅駅（現：橿原神宮前駅）[要出典]

この「特急」は近鉄にそのまま運行が引き継がれ、1964年10月から同年12月にかけて有料化され、現在の「京奈特急」・「京橿特急」となった。以後の変遷は近鉄特急史を参照。
なお、無料特急時代は停車駅だった丹波橋駅は有料化とともに通過駅となり、京阪の駅との分離を経て、再び近鉄丹波橋駅に特急が停車するようになったのは、38年後の2002年3月20日のことである。

## 保有車両
1928年の開業時には、半鋼製17m級車であるデハボ1000形を24両、デトボ300形無蓋電動貨車を1両、デワボ500形有蓋電動貨車2両を投入し、その後終戦時までは、クハボ600形・クハボ650形といった増結用の制御車が増備されたにとどまった。
戦後の輸送力増加に伴い、規格型車両として近鉄奈良線モ600形と車体幅などの一部寸法を除く車体仕様をそろえたデハボ1100・クハボ700形が増備され、無蓋電動貨車のデトボ360形を1両新造、さらに湘南形と呼ばれる非貫通で前面に大型2枚窓を備えるデハボ1300形、1954年に運行を開始した特急電車用のWNドライブ車であるデハボ1200形（1954年製）と、その増備車として同仕様の車体を持つが旧型車からの機器流用による吊り掛け駆動車であるデハボ1350形（1957年製）がそれぞれ製造された。
長らく車両の設計面では京阪の影響を受けており、電装品は東洋電機製造製品を搭載する車種が多かったが、デハボ1200形は近鉄の影響を受けて三菱電機製品を搭載していた（ただし、デハボ1200形の登場当時は京阪でも試験的に三菱製の電動機とWNドライブを採用していた）。

## 駅一覧
- 停車駅は1963年（昭和38年）9月21日改正時点[93]。普通は全駅停車（表中省略）。

凡例
●：停車、｜：通過
| 駅名           | 駅間 キロ | 営業 キロ | 準急 | 急行 | 特急 | 接続路線 | 所在地 | 所在地 | 所在地 |        |
| -------------- | --------- | --------- | ---- | ---- | ---- | --- | ------ | ------ | ------ | ------ |
| 京都駅         | -         | 0.0       | ●    | ●    | ●    | 日本国有鉄道：東海道本線・山陰本線・奈良線 京都市交通局（京都市電）：河原町線・烏丸線・堀川線（京都駅前電停） 京都市交通局（京都市電）：伏見線（京都駅南口電停） | 京都府 | 京都市 | 下京区 |        |
| 東寺駅         | 0.9       | 0.9       | ●    | ●    | ｜   | 京都市交通局（京都市電）：九条線（九条奈良電前電停） | 京都府 | 京都市 | 南区   |        |
| 十条駅         | 0.6       | 1.5       | ｜   | ｜   | ｜   | | 京都府 | 京都市 | 南区   |        |
| 上鳥羽口駅     | 1.0       | 2.5       | ｜   | ｜   | ｜   | | 京都府 | 京都市 | 伏見区 |        |
| 奈良電竹田駅   | 1.4       | 3.9       | ｜   | ｜   | ｜   | | 京都府 | 京都市 | 伏見区 |        |
| 伏見駅         | 1.0       | 4.9       | ｜   | ｜   | ｜   | 京都市交通局（京都市電）：九条線（棒鼻電停） | 京都府 | 京都市 | 伏見区 |        |
| 丹波橋駅       | 1.0       | 5.9       | ●    | ●    | ●    | 京阪電気鉄道：京阪本線 | 京都府 | 京都市 | 伏見区 |        |
| 桃山御陵前駅   | 0.6       | 6.5       | ●    | ●    | ｜   | 日本国有鉄道：奈良線（桃山駅） 京阪電気鉄道：京阪本線（伏見桃山駅）                                                                                              | 京都府 | 京都市 | 伏見区 |        |
| 奈良電小倉駅   | 4.9       | 11.4      | ｜   | ｜   | ｜   | | 京都府 | 宇治市 | 宇治市 | 宇治市 |
| 伊勢田駅       | 1.3       | 12.7      | ｜   | ｜   | ｜   | | 京都府 | 宇治市 | 宇治市 | 宇治市 |
| 大久保駅       | 0.9       | 13.6      | ●    | ●    | ｜   | 日本国有鉄道：奈良線（新田駅） | 京都府 | 宇治市 | 宇治市 | 宇治市 |
| 久津川駅       | 1.0       | 14.6      | ｜   | ｜   | ｜   | | 京都府 | 久世郡 | 城陽町 |        |
| 寺田駅         | 1.3       | 15.9      | ｜   | ｜   | ｜   | | 京都府 | 久世郡 | 城陽町 |        |
| 富野荘駅       | 1.5       | 17.4      | ｜   | ｜   | ｜   | | 京都府 | 久世郡 | 城陽町 |        |
| （臨）木津川駅 | 1.0       | 18.4      | ｜   | ｜   | ｜   | | 京都府 | 綴喜郡 | 田辺町 |        |
| 新田辺駅       | 1.2       | 19.6      | ●    | ●    | ｜   | 日本国有鉄道：片町線（田辺駅） | 京都府 | 綴喜郡 | 田辺町 |        |
| 興戸駅         | 1.5       | 21.1      | ●    | ｜   | ｜   | | 京都府 | 綴喜郡 | 田辺町 |        |
| 三山木駅       | 1.3       | 22.4      | ●    | ｜   | ｜   | 日本国有鉄道：片町線（上田辺駅） | 京都府 | 綴喜郡 | 田辺町 |        |
| 狛田駅         | 2.0       | 24.4      | ●    | ｜   | ｜   | 日本国有鉄道：片町線（下狛駅） | 京都府 | 相楽郡 | 精華町 |        |
| 新祝園駅       | 2.3       | 26.7      | ●    | ｜   | ｜   | 日本国有鉄道：片町線（祝園駅） | 京都府 | 相楽郡 | 精華町 |        |
| 山田川駅       | 2.5       | 29.2      | ●    | ｜   | ｜   | | 京都府 | 相楽郡 | 精華町 |        |
| 平城駅         | 4.3       | 33.5      | ●    | ｜   | ｜   | | 奈良県 | 奈良市 | 奈良市 |        |
| 大和西大寺駅   | 1.0       | 34.5      | ●    | ●    | ●    | 近畿日本鉄道：奈良線・橿原線 | 奈良県 | 奈良市 | 奈良市 |        |